# Grand Prix Pino Cerami
Le Grand Prix Pino Cerami ou Grand Prix Cerami est une course cycliste disputée dans la province de Hainaut. 
Créé en 1964 par le Vélo club Wasmuellois sur une idée de Gilbert Glineur, le Grand Prix Pino Cerami est disputé autour de la commune de Wasmuel jusqu'en 1996. Dès les premières années, le palmarès est riche des noms de Noyelle, Merckx, Planckaert, Van Coningsloo, Bracke. Sous la présidence de Pierre Bonjean et Pierre Rousseau au secrétariat, l'événement annuel s'internationalise avec les noms de Knetemann, Zoetemelk, Hinault, Freuler, Sörensen. Après des difficultés financières qui conduisent à son annulation en 1993, son départ est déplacé à Saint-Ghislain en 1995. Une nouvelle annulation en 1997 conduit à de nouveaux changements, le Vélo club Wasmuellois devenant le Vélo Club Cérami Organisation. L'arrivée est déplacée sur le site du Grand-Hornu.
Le Grand Prix Pino Cerami fait partie de l'UCI Europe Tour depuis 2005, en catégorie 1.1.
En 2008, le comité s'étant quelque peu dispersé, le GP Cerami est organisé conjointement avec TRWORG. En 2009, en raison de difficultés financières, l'épreuve n'a pu être organisée et semblait vouée à disparaître.
En 2010, sous l'impulsion d'Arnold Depôtre, un nouveau comité reprend l'organisation de l'épreuve. La présidence de ce nouveau comité est confiée à Edouard Gallée (président) assisté d'Arnold Depôtre (manager), Laurent Haegeman (secrétaire) et Jacques Haegeman (trésorier). La direction de course est déléguée à Claude Criquielion jusqu'à son décès en février 2015. Mathieu Criquielion reprend ce poste en 2015 et 2016. En 2017, pour des raisons professionnelles au sein de l'équipe Wanty Groupe Gobert, Mathieu Criquielion cède son poste à Laurent Haegeman. Il est à noter que le comité actuel est aussi composé de membres de l'Entente Cycliste Acrenoise (organisateur du GP Criquielion) bénéficiant d'une bonne collaboration.
Depuis 2010, l'arrivée est jugée à Frameries avec un changement de site à la rue Ferrer. Ce nouveau site d'arrivée fait l'unanimité car situé au bout d'une ligne droite montante de 1 200 m, favorisant les sprints longs et puissants.
En 2015, l'épreuve change de date au calendrier, se plaçant le mercredi précédant le tour de Wallonie, fin juillet.
L'édition 2019, disputée par une température de 40°, doit être raccourcie de 209 kilomètres à 160. Cette édition particulière reste connue comme étant la première épreuve cycliste belge ayant été arrosée par les pompiers pour tenter de refroidir le peloton. 
En 2020, l'épreuve est annulée pour des raisons sanitaires liées au Covid-19. C'est aussi à cette date qu'Olivier Planckaert succède à Jacques Haegeman à la gestion financière.
Pour l'édition 2021, le départ de cette course devait se faire depuis la Grand'Place de Mons, mais l'épreuve est de nouveau annulée. Elle est de nouveau annulée en 2022. La course est à nouveau organisée par l'asbl Wallonia Samyn aussi organisatrice du Samyn et du Samyn des Dames. Le GP Cerami a lieu maintenant fin septembre entre Mons et Frameries.

## Palmarès

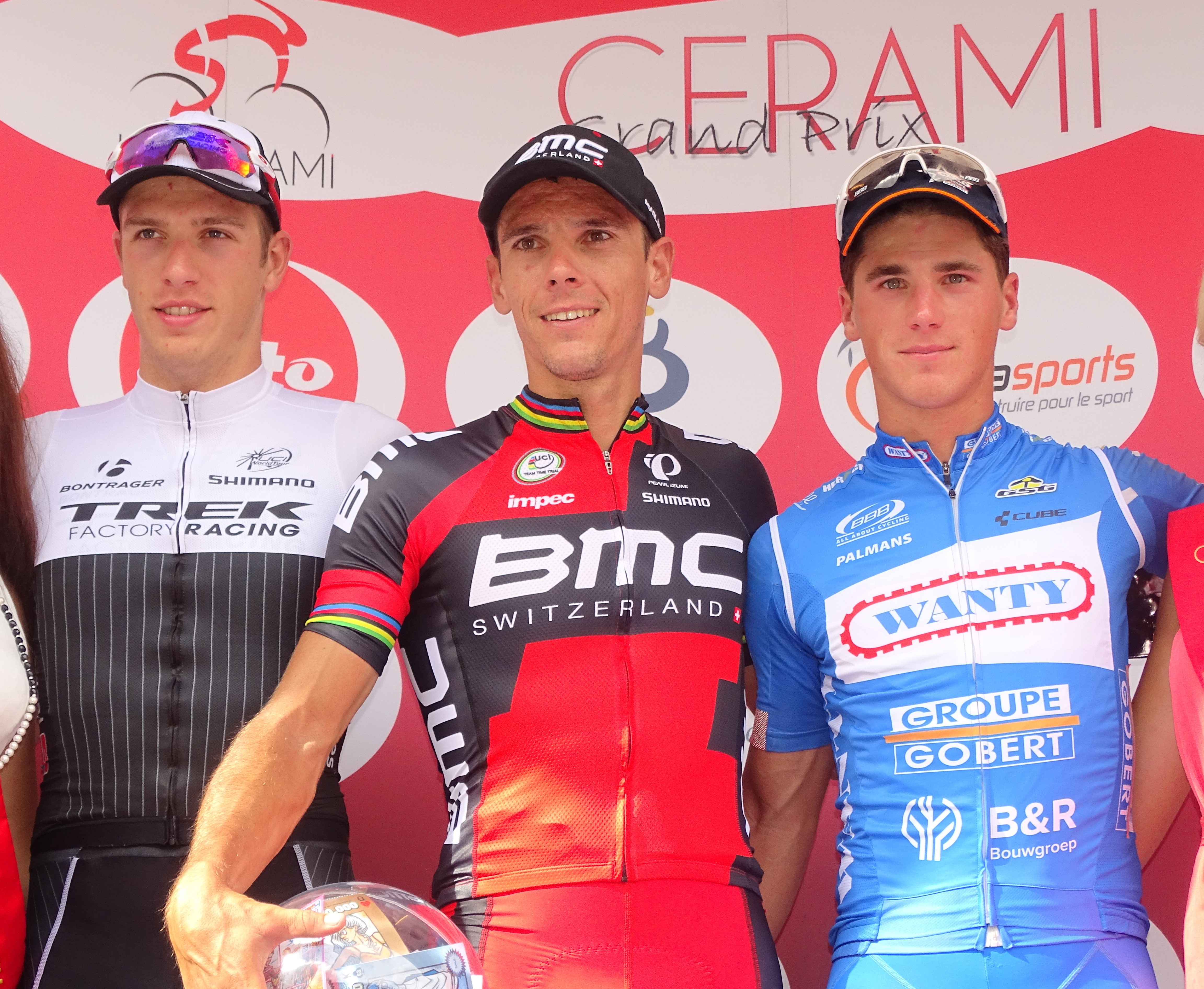
Podium de l'édition 2015 : Danny van Poppel (2e), Philippe Gilbert (1er) et Tom Devriendt (3e).

| Année            | Vainqueur              | Deuxième             | Troisième               |                  |
| ---------------- | ---------------------- | -------------------- | ----------------------- | ---------------- |
| 1964             | André Noyelle          | Jozef Schils         | Willy Bocklant          |                  |
| 1965             | Jan Boonen             | Jan Nolmans          | Willy Van den Eynde     |                  |
| 1966             | Eddy Merckx            | Robert Lelangue      | Frans Brands            |                  |
| 1967             | Willy Planckaert       | Carmine Preziosi     | Willy Monty             |                  |
| 1968             | Julien Stevens         | Willy Planckaert     | Jan Harings             |                  |
| 1969             | Frans Mintjens         | Herman Vanspringel   | Harry Steevens          |                  |
| 1970             | André Dierickx         | Pol Mahieu           | Willy Monty             |                  |
| 1971             | Georges Van Coningsloo | Antoon Houbrechts    | Marian Polansky         |                  |
| 1972             | Christian Callens      | Ludo Van Staeyen     | Roger De Vlaeminck      |                  |
| 1973             | Ferdinand Bracke       | Rik Van Linden       | Herman Vrijders         |                  |
| 1974             | Marc Demeyer           | Dirk Baert           | Rik Van Linden          |                  |
| 1975             | Eddy Verstraeten       | Rik Van Linden       | Frans Verbeeck          |                  |
| 1976             | Willy Teirlinck        | Frans Verbeeck       | Guido Van Sweevelt      |                  |
| 1977             | Jos Jacobs             | Bert Pronk           | Jos Schipper            |                  |
| 1978             | Gerrie Knetemann       | Barry Hoban          | Wilfried Wesemael       |                  |
| 1979             | Daniel Verplancke      | Mario Mariotti       | Rik Van Linden          |                  |
| 1980             | Joop Zoetemelk         | Paul Wellens         | Willy Maessen           |                  |
| 1981             | Joop Zoetemelk         | Ad Wijnands          | Ronny Claes             |                  |
| 1982             | Ronny Van Holen        | John Herety          | Benjamin Vermeulen      |                  |
| 1983             | Bernard Hinault        | Jostein Wilmann      | Guido Van Calster       |                  |
| 1984             | Gerrie Knetemann       | Bert Van Ende        | William Tackaert        |                  |
| 1985             | Paul Haghedooren       | Marc Madiot          | Ronny Van Holen         |                  |
| 1986             | Urs Freuler            | Heinz Imboden        | Federico Ghiotto        |                  |
| 1987             | Rolf Sørensen          | Luciano Boffo        | Alfred Achermann        |                  |
| 1988             | John Talen             | Stephan Joho         | Rolf Sørensen           |                  |
| 1989             | Stephan Joho           | Teun van Vliet       | Benjamin Van Itterbeeck |                  |
| 1990             | Maximilian Sciandri    | Andreï Tchmil        | Søren Lilholt           |                  |
| 1991             | Andreï Tchmil          | Maurizio Fondriest   | Frans Maassen           |                  |
| 1992             | Laurent Dufaux         | Frans Maassen        | Maurizio Fondriest      |                  |
| 1993 Non-disputé |                        |                      |                         |                  |
| 1994             | Michele Bartoli        | Luca Scinto          | Silvio Martinello       |                  |
| 1995             | Fabiano Fontanelli     | Francesco Casagrande | Felice Puttini          |                  |
| 1996             | Marco Serpellini       | Beat Zberg           | Felice Puttini          |                  |
| 1997 Non-disputé |                        |                      |                         |                  |
| 1998             | Marco Serpellini       | Biagio Conte         | Scott Sunderland        |                  |
| 1999             | Fabrizio Guidi         | Biagio Conte         | Miguel Van Kessel       |                  |
| 2000             | Jan Bratkowski         | Michel Vanhaecke     | Miguel Van Kessel       |                  |
| 2001             | Scott Sunderland       | Roger Hammond        | Fred Rodriguez          |                  |
| 2002             | Kirk O'Bee             | Dave Bruylandts      | Serge Baguet            |                  |
| 2003             | Bart Voskamp           | Stefano Casagranda   | Gabriele Balducci       |                  |
| 2004             | Nico Sijmens           | Martin Elmiger       | Thomas Dekker           |                  |
| 2005             | Kai Reus               | Bert De Waele        | Carlos Barredo          |                  |
| 2006             | Sebastian Langeveld    | Johan Coenen         | Bart Dockx              |                  |
| 2007             | Luca Solari            | Marco Marcato        | Bert De Waele           |                  |
| 2008             | Patrick Calcagni       | Giovanni Visconti    | James Vanlandschoot     |                  |
| 2009 Non-disputé |                        |                      |                         |                  |
| 2010             | Jure Kocjan            | Stefan van Dijk      | Marco Marcato           |                  |
| 2011             | Bert Scheirlinckx      | Marco Marcato        | Ben Hermans             |                  |
| 2012             | Gaëtan Bille           | Romain Feillu        | Jonas Van Genechten     |                  |
| 2013             | Jonas Van Genechten    | Romain Feillu        | Andris Smirnovs         |                  |
| 2014             | Alessandro Petacchi    | Jonas Van Genechten  | Daniele Colli           |                  |
| 2015             | Philippe Gilbert       | Danny van Poppel     | Tom Devriendt           |                  |
| 2016             | Jelle Wallays          | Jérôme Baugnies      | Christopher Latham      |                  |
| 2017             | Wout van Aert          | Jempy Drucker        | Dries Devenyns          |                  |
| 2018             | Peter Kennaugh         | Jérôme Baugnies      | Benjamin Declercq       |                  |
| 2019             | Bryan Coquard          | Benjamin Declercq    | Jakub Mareczko          |                  |
| 2020             | annulé/abandonné       | annulé/abandonné     | annulé/abandonné        | annulé/abandonné |
| 2021             | annulé/abandonné       | annulé/abandonné     | annulé/abandonné        | annulé/abandonné |
| 2022 Non-disputé |                        |                      |                         |                  |
| 2023             | James Fouché           | Lars Boven           | Marius Macé             |                  |
| 2024             | Sente Sentjens         | Tom Van Asbroeck     | Andreas Stokbro         |                  |